# Macrosiphoniella oronensis
Macrosiphoniella oronensis är en insektsart. Macrosiphoniella oronensis ingår i släktet Macrosiphoniella och familjen långrörsbladlöss. Inga underarter finns listade i Catalogue of Life.